# Противоподводна отбрана
Противоподводната отбрана е направление във военноморското дело, обхващащо противодействието на подводници на противника. Операциите на притовоподводната отбрана обикновено имат за цел защитата на приятелски кораби и крайбрежни съоръжения от нападения на подводници, както и преодоляването на наложени от подводници блокади.
В противоподводната отбрана се използват бойни кораби, бойна авиация и други подводници, както и специално предназначени за целта съоръжения. Важна роля играе сонарното оборудване, чрез което се откриват, класифицират и проследяват подводниците. За унищожаването им се използват противоподводни оръжия, като торпеда и морски мини, изстрелвани от въздуха, от повърхността и от подводни платформи.
В началото на XX век подводниците и техниките за противодействие срещу тях все още са примитивни. По време на Първата световна война подводниците на Германия се доказват като ефективна заплаха за корабоплаването, като успяват да поразяват цели в голяма част от Северния Атлантически океан. В резултат на това много държави започват разработването на по-ефективни методи за противоподводна отбрана, като въвеждат на въоръжение ефективни дълбочинни бомби и усъвършенствана сонарната техника и започват да прилагат тактиката на охранявани корабни конвои. След затишие в Междувоенния период Втората световна война дава нов тласък на развитието на подводната война и противоподводната отбрана, особено по време на критичната Битка за Атлантическия океан, в която подводниците на Оста се опитват да попречат на снабдяването на Великобритания от Северна Америка. Техники като тактиката на вълчата глутница постигат първоначален успех, но с въвеждането на по-ефективни противоподводни самолети стават все по-скъпи.
След Втората световна война противоподводните кораби продължават да се развиват, тъй като появата на атомните подводници прави някои традиционни техники по-малко ефективни. Противостоящите страни в Студената война изграждат значителни подводни флоти, включително с подводници, въоръжени с ядрени оръжия. В отговор на повишената заплаха, породена от такива плавателни съдове, много страни разширяват своите способности за противоподводна отбрана. През 60-те години широко разпространение получават хеликоптерите, способни да оперират от почти всеки военен кораб и оборудвани с противоподводно оръжие, както и все по-мощните морски патрулни самолети, способни да покриват обширни райони на океана. Детекторът за магнитни аномалии, детекторът за дизелови изгорели газове]], хидроакустичният буй и други технологии за електронна война също стават важна част от противоподводната борба. Развиват се и нападателните средства, като специализираните атакуващи подводници, специално създадени за проследяване и унищожаване на други подводници, както и ракетите, носещи торпеда, като ASROC и Ikara.